# Bahuchashaka graminis
Bahuchashaka graminis är en svampart som först beskrevs av Matsush., och fick sitt nu gällande namn av Chirayathumadom Venkatachalier Subramanian 1978. Bahuchashaka graminis ingår i släktet Bahuchashaka, divisionen sporsäcksvampar och riket svampar.   Inga underarter finns listade i Catalogue of Life.